# Svileuva
Svileuva (em cirílico: Свилеува) é uma vila da Sérvia localizada no município de Koceljeva, pertencente ao distrito de Mačva, na região de Tamnava. A sua população era de 1476 habitantes segundo o censo de 2011.

## Demografia
| 1948  | 1953  | 1961  | 1971  | 1981  | 1991  | 2002  | 2011  |
| ----- | ----- | ----- | ----- | ----- | ----- | ----- | ----- |
| 2 734 | 2 897 | 2 875 | 2 589 | 2 462 | 2 274 | 1 807 | 1 476 |